# 岩本町
岩本町（日语：／ Iwamotochō */?）是東京都千代田區的地名與町名，實施住居表示，下分岩本町一、二、三丁目。此外，本條目也將介紹相同起源的神田岩本町（かんだいわもとちょう）。岩本町，神田岩本町兩區的人口總合為2,613人。
岩本町郵遞區號是101-0032，神田岩本町是101-0033。

## 概要
位於千代田區東北部，北與神田佐久間町、神田佐久間河岸以神田川為界，東鄰千代田區東神田，南連中央區日本橋小傳馬町、日本橋本町，西接千代田區神田須田町、神田東松下町、神田東紺屋町、神田紺屋町、神田西福田町、神田美倉町。岩本町與神田岩本町之間以昭和通相連。
岩本町一〜三丁目是1965年7月1日實施住居表示所新設的町名，包含部分神田岩本町，神田大和町、神田松枝町、神田元岩井町全部，神田豊島町與神田東松下町部分地區。神田岩本町在岩本町三丁目西側、昭和通以西，是狹小的住居表示未實施地區。此外，千代田區的舊神田區中，不只岩本町，「三崎町」、「猿樂町」也去掉「神田」的冠稱。
本地為商業區，多辦公大樓與商店。岩本町一帶（三丁目附近）過去以大規模古着市場聞名。現在仍可在町內與東邊的東神田看見一些纖維業相關企業與商店。（附近的日本橋馬喰町、日本橋橫山町更多）

## 歷史
1965年，岩本町一〜三丁目實施住居表示。

### 地名由來
由來不明。

## 地域內的町名、設施

### 岩本町一丁目
本町南部。神田金物通（神田金物通り）以南。多辦公大樓與商店。
- 千代田區立龍閑兒童公園（龍閑児童公園）

### 岩本町二丁目
本町中部。神田金物通以北，神田平成通（神田平成通り）以南。多辦公大樓與商店。
- 森川產業
- 東京既製服健保會館
- 日本Chemiphar（日语：日本ケミファ）
- Kosha Heim神田（コーシャハイム神田）、Care House岩本（ケアハウスいわもと）
- 大同通商（日语：大同通商）本社
- ALTER（日语：アルター）（人物模型製造商）

### 岩本町三丁目
地域北部。神田平成通以北。都營新宿線岩本町站位於靖國通。多辦公大樓與商店，也可見繊維業相關企業。
- 山崎麵包本社 ‐ 周邊很多每日山崎（日语：デイリーヤマザキ）便利商店。
- 貝印（日语：貝印）本社
- 田島（タジマ）
- 參松工業
- 瀧清
- 直本工業東京支店
- 愛媛銀行（日语：愛媛銀行）東京支店
- 殖產銀行（日语：殖産銀行）東京支店
- NTT都市開發建築服務（日语：NTT都市開発ビルサービス）

### 神田岩本町
本區西北部。昭和通西側。住居表示未實施區域。
- 東京衣料

## 交通
區內南北向道路有水天宮通（水天宮通り）、大門通（大門通り），東西向道路有神田金物通（神田金物通り）、神田平成通（神田平成通り）、靖國通、柳原通（柳原通り）。神田金物通是岩本町一丁目與岩本町二丁目的邊界，神田平成通是岩本町二丁目與岩本町三丁目的邊界。昭和通與靖國通路口為岩本町交差點，附近靖國通是都營新宿線岩本町站。昭和通上有首都高速1號上野線。昭和通往北接神田川上的和泉橋。
本地有岩本町站，此外還可利用北方的秋葉原站，南方的東京地下鐵日比谷線、小傳馬町站，西邊的神田站。

## 備註
1. 1 2  町丁別世帯数および人口（住民基本台帳）：平成25年8月1日現在-千代田区総合ホームページ 的存檔，存档日期2013-10-27.
2. ↑  参考サイト:千代田區區民生活部 住居表示と町名情報 的存檔，存档日期2011-12-27.。另一個保留「神田」冠稱的舊町名與去除「神田」冠稱的新町名並存的例子是神田鍛冶町與鍛冶町。